# Hivern

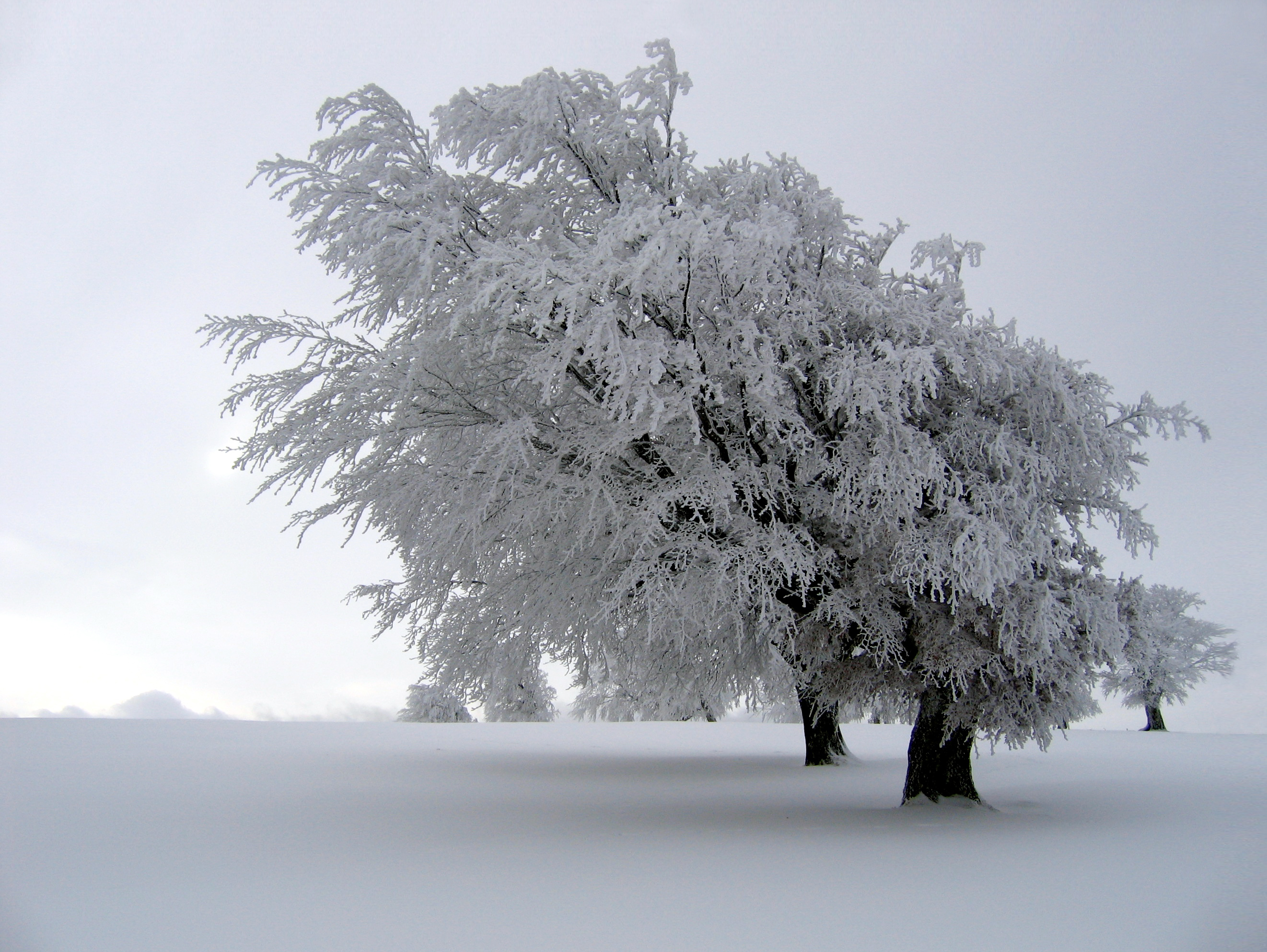
L'hivern en les zones temperades està relacionat amb imatges de fred i neu, com en aquest paisatge alemany

L'hivern (del llatí hibernus) és una de les quatre estacions de les zones temperades. Astronòmicament, comença amb el solstici d'hivern (al voltant del 21 de desembre a l'hemisferi nord i el 21 de juny a l'hemisferi sud), i acaba amb l'equinocci de primavera (al voltant del 21 de març a l'hemisferi nord i el 21 de setembre a l'hemisferi sud). No obstant això, de vegades és considerat com els mesos sencers de desembre, gener i febrer a l'hemisferi nord i juny, juliol i agost a l'hemisferi sud.
L'hivern, es caracteritza per ser una estació temperada, és a dir, els dies són més freds, amb boirines extenses i regularment els dies són més curts i les nits més allargades.
Com les altres estacions de l'any, l'hivern és causat per la inclinació de 23,44 graus
de l'eix terrestre sobre el seu pla orbital.

## Meteorologia

Animació de la capa de neu canviant amb les estacions.

Algunes autoritats intenten definir hivern astronòmic, sovint compensant els que es basen únicament en la posició de la Terra a la seva òrbita al voltant del sol. El començament d'un hivern astronòmic es manté constant a cada hemisferi a pesar de les condicions climàtiques, però varia amb les cultures.
La inclinació dels raigs solars tenen molt a veure amb el canvi de clima.
L'hivern astronòmic és el mètode de mesurament de la temporada d'hivern dels meteoròlegs sobre la base dels "patrons perceptibles de l'oratge" per propòsits de registre, de manera que el començament de l'hivern meteorològic pot canviar depenent de la distància del nord d'on es viu. L'hivern és sovint definit pels meteoròlegs de ser els tres mesos del calendari amb les mitjanes de temperatures més baixes. Açò correspon als mesos de desembre, gener i febrer a l'hemisferi nord, i els mesos de juny, juliol i agost a l'hemisferi sud.

## Característiques
Es caracteritza per un descens de la temperatura, més acusat com més a prop dels pols o a més altitud. A alguns climes, com el Mediterrani, acostuma a ser una època de més precipitacions, tot i que a zones de clima oceànic o continental sovint plou més a l'estiu.
La natura s'adapta a l'estació. Els vegetals de fulla caduca perden les fulles per a evitar que les malmetin les gelades, i algunes plantes fins i tot perden tota la part aèria (hemicriptòfits i geòfits). Els animals s'han d'adaptar no només al fred sinó també a la menor disponibilitat de menjar. Per això, molts ocells i també animals d'altres espècies migren cap a llocs més càlids, i d'altres hibernen. Molts mamífers tenen més pèl i algunes aus tenen més plomissol. Alguns ocells, que a l'estiu són més o menys solitaris, a l'hivern els trobem agrupats en estols buscant menjar, com passa amb els tudons, els tords o els pinsans. Als boscos europeus són destacables els grans grups de mallerengues.

## Càlcul astronòmic de l'hivern i altres càlculs basats en el calendari

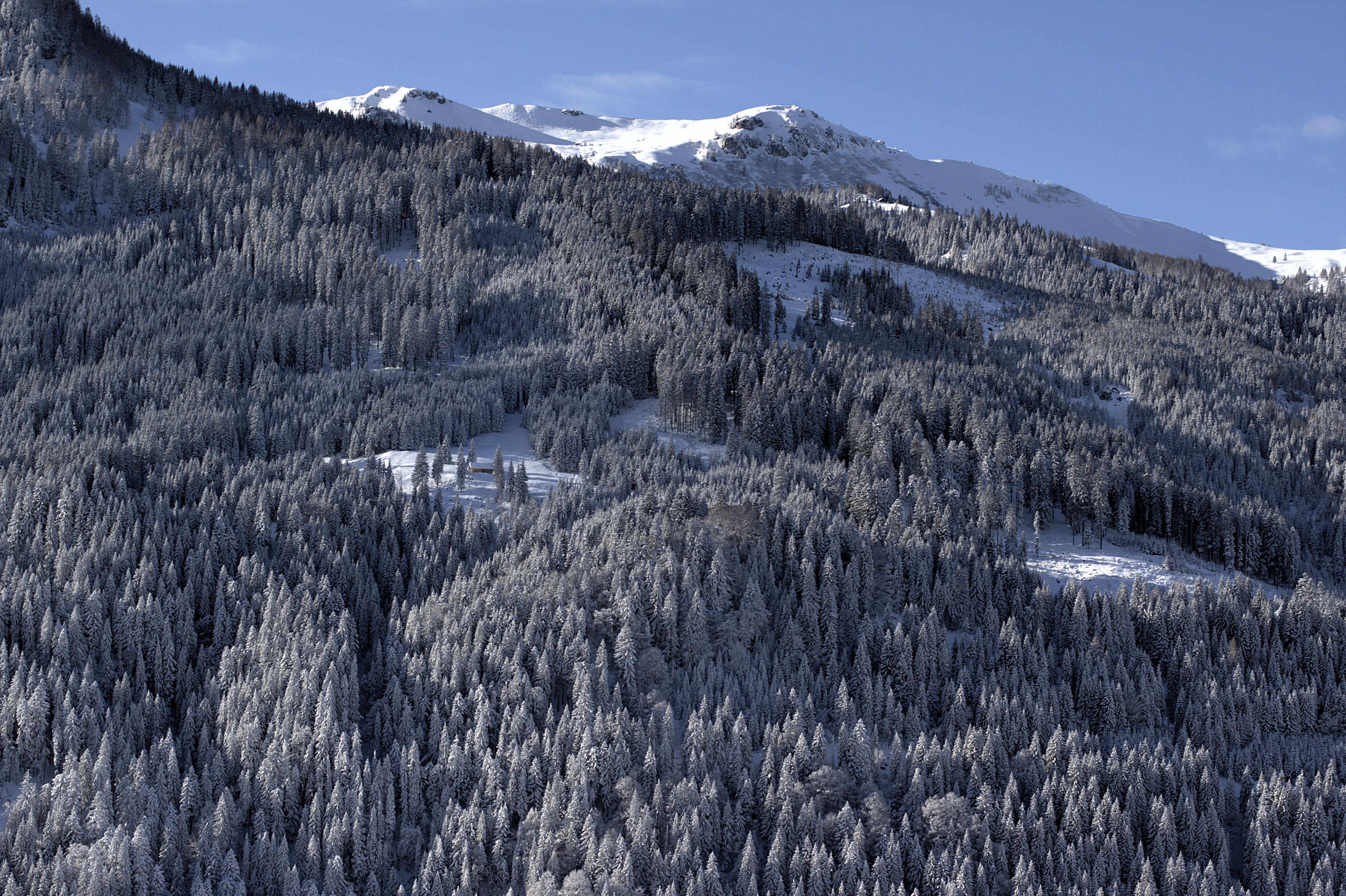
A les latituds mitjanes i les regions polars, l'hivern s'associa amb la neu i el gel.

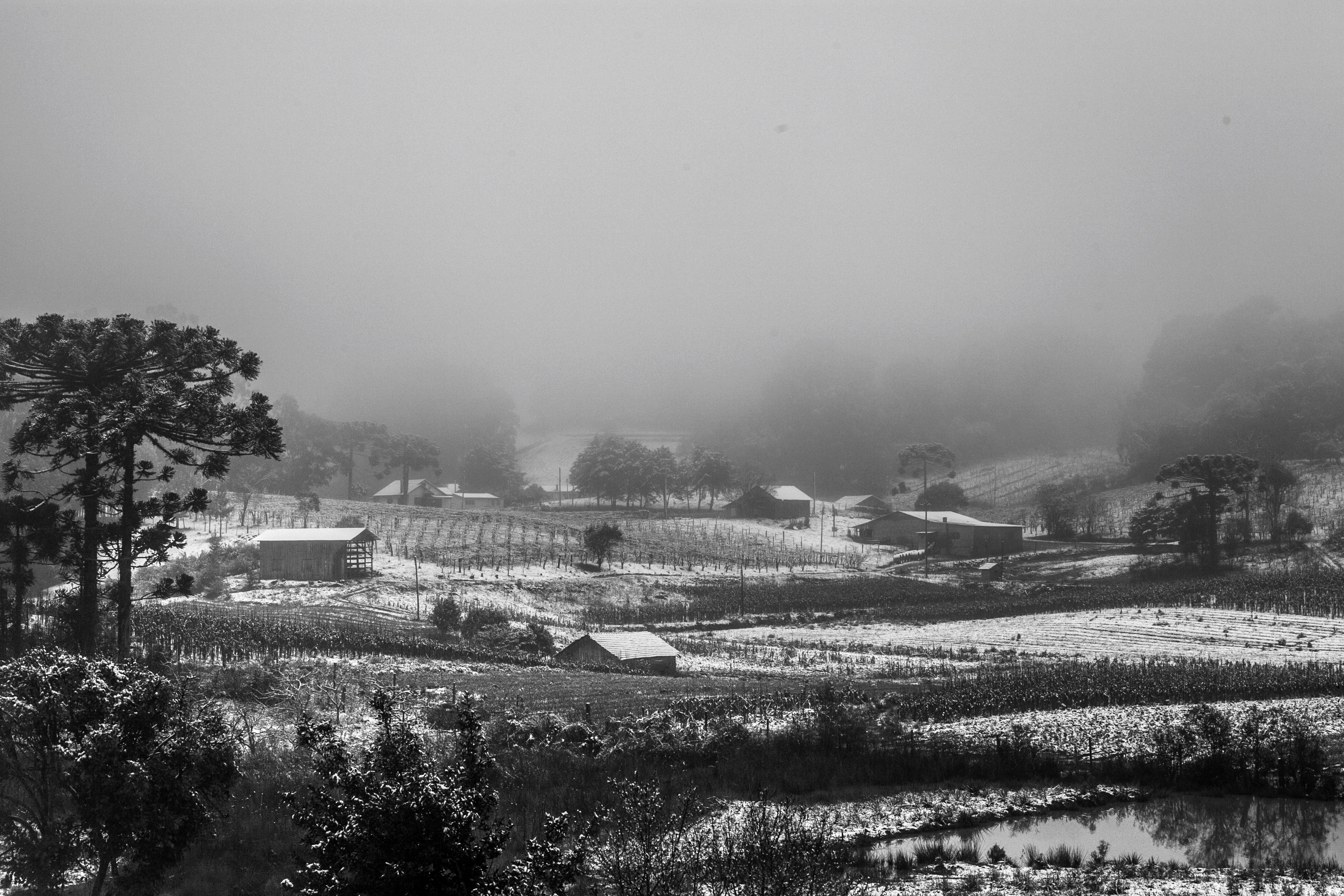
A l'hemisferi sud, l'hivern s'estén de juny a setembre. En la imatge, a Caxias do Sul, en l'altiplà meridional del Brasil.

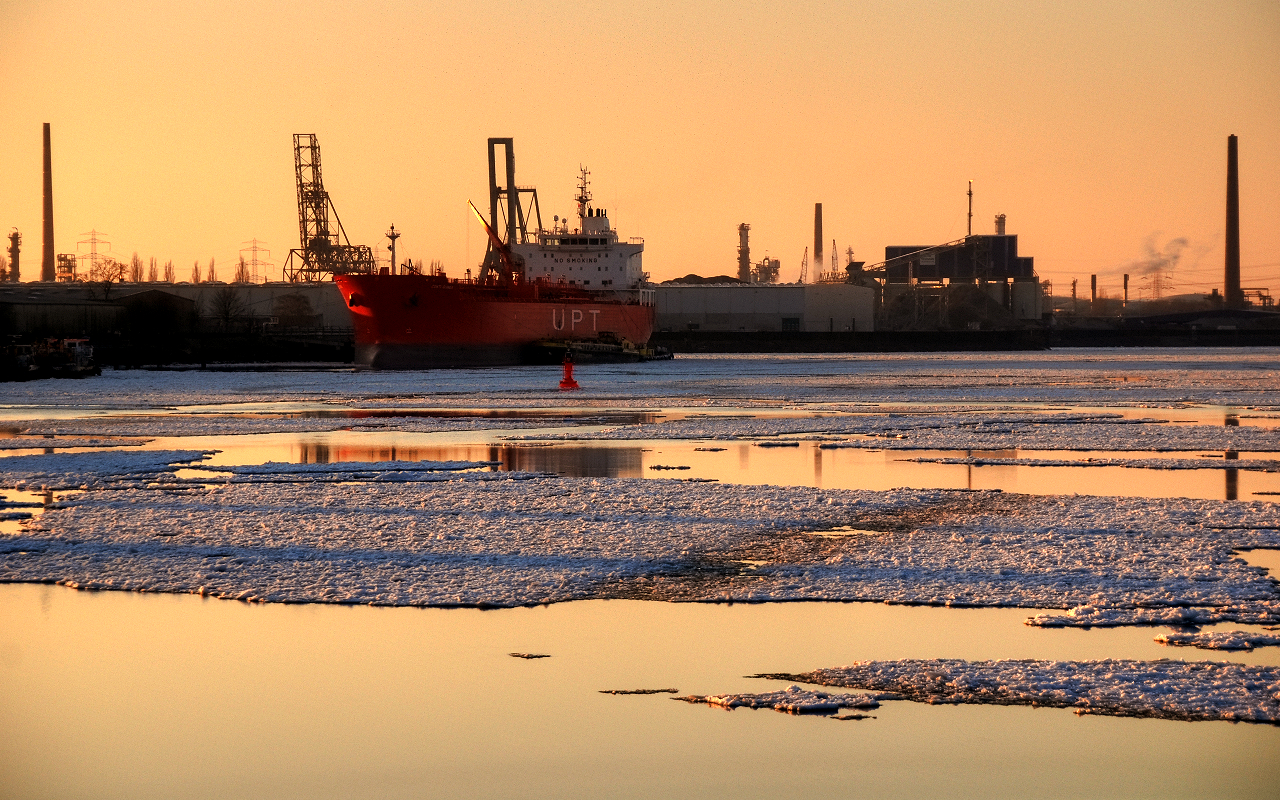
Gel marí al port d'Hamburg, Alemanya

En l'hemisferi nord, algunes autoritats defineixen el període hivernal basant-se en punts fixos astronòmics (és a dir, basant-se únicament en la posició de la Terra en la seva òrbita al voltant del Sol), independentment de les condicions meteorològiques. Segons una versió d'aquesta definició, l'hivern comença en el solstici d'hivern i acaba en l'equinocci de març. Aquestes dates són una mica més tardanes que les utilitzades per a definir el començament i el final de l'hivern meteorològic, que normalment es considera que abasta la totalitat de desembre, gener i febrer en l'hemisferi nord i juny, juliol i agost en l'hemisferi sud.
Des del punt de vista astronòmic, el solstici d'hivern, a l'ésser el dia de l'any amb menys hores de llum, hauria de situar-se en la meitat de l'estació, però el desfasament estacional fa que el període més fred es produeixi normalment unes setmanes després del solstici. En algunes cultures, es considera que l'estació comença en el solstici i acaba en l'equinocci següent —a l'hemisferi nord, depenent de l'any, això correspon al període entre el 20, 21 o 22 de desembre i el 19, 20 o 21 de març.—
Segons una antiga tradició noruega, l'hivern comença el 14 d'octubre i acaba l'últim dia de febrer.
En molts països de l'hemisferi sud, com Austràlia, Nova Zelanda, i Sud-àfrica, l'hivern comença l'1 de juny i acaba el 31 d'agost.
En països cèltics com Irlanda (que utilitza el calendari irlandès) i Escandinàvia, el solstici d'hivern es considera tradicionalment la meitat de l'hivern, i l'estació hivernal comença l'1 de novembre, a All Hallows, o Samhain. L'hivern acaba i comença la primavera a Imbolc, o Candlemas, que és l'1 o 2 de febrer.
Aquest sistema d'estacions es basa exclusivament en la durada dels dies. El període de tres mesos de dies més curts i radiació solar més feble es produeix durant novembre, desembre i gener en l'hemisferi nord i maig, juny i juliol en l'hemisferi sud.
A més, molts països d'Europa continental tendien a reconèixer el dia de Sant Martí (11 de novembre) com el primer dia natural de l'hivern. Aquest dia cau en el punt mitjà entre les antigues dates julianes de l'equinocci i el solstici. A més, alguns països consideren que el dia de Sant Valentí (14 de febrer) anuncia els primers ritus de la primavera, com el desenvolupament dels botons florals.
En l'astronomia xinesa i altres calendaris d'Àsia oriental, l'hivern comença al voltant del 7 de novembre, amb el Jiéqì (conegut com a 立冬 lì dōng —literalment, "establiment de l'hivern").
El període de tres mesos associat a les temperatures mitjanes més fredes sol començar a la fi de novembre o principis de desembre en l'hemisferi nord i es prolonga fins a finals de febrer o principis de març. Aquest "hivern termològic" és anterior a la definició delimitada pel solstici, però posterior a la definició de la llum diürna (cèltica). Depenent del desfasament estacional, aquest període variarà segons les regions climàtiques.
En els últims anys, influències culturals com el Nadal poden haver provocat que es percebi que l'estació hivernal comença abans, encara que els països de latituds altes, com el Canadà, solen estar ben endinsats en els seus veritables hiverns abans del solstici de desembre.
Atès que, segons gairebé totes les definicions vàlides per a l'hemisferi nord, l'hivern abasta el 31 de desembre i l'1 de gener, l'estació es divideix en anys, igual que l'estiu en l'hemisferi sud. Cada any civil inclou parts de dos hiverns. Això provoca ambigüitat a l'hora d'associar un hivern a un any concret, per exemple "Hivern 2018". Les solucions a aquest problema inclouen nomenar tots dos anys, per exemple "Hivern 18/19", o decidir-se per l'any en què comença l'estació o per l'any a què pertanyen la majoria dels seus dies, que és l'any posterior en la majoria de les definicions.

## Hiverns significatius en la Història
- Període de l'Edat de Gel a la Terra

- 1310-1330, molts hiverns severs i estius freds i humits a Europa - la primera manifestació clara del clima impredictible de la Petita Edat de Gel que va durar diversos segles (des d'aproximadament 1300 fins a 1900). El fred i la humitat persistents van causar grans penúries, van ser els principals responsables de la Gran Fam de 1315-1317 i van contribuir en gran manera a l'afebliment de la immunitat i la malnutrició que van conduir a la Pesta negra (1348-1350).
- 1600-1602, hiverns extremadament freds a Suïssa i la regió del Bàltic després de l'erupció del Huaynaputina al Perú en 1600.
- 1607-1608, a Amèrica del Nord, el gel persisteix en el Llac Superior fins a juny. Els londinencs celebren la seva primera fira del gebre en el riu Tàmesi, cobert de gel.
- 1622, a Turquia, es congela el Corn d'Or i la part sud del Bòsfor.
- Dècada de 1690, hiverns extremadament freds, nevats i extrems. El gel envolta Islàndia al llarg de quilòmetres en totes direccions.
- 1779-1780, l'hivern més fred registrat a Escòcia, i el gel va envoltar Islàndia en totes direccions (com en la dècada de 1690). Als Estats Units, una onada de fred rècord de cinc setmanes va tocar fons amb -29 °C a Hartford (Connecticut) i -27 °C a Nova York. El riu Hudson i el port de Nova York es van congelar.
- 1783-1786, el Tàmesi es va congelar parcialment i la neu va romandre en el sòl durant mesos. El febrer de 1784, el vaixell North Carolina es va congelar en la Badia de Chesapeake.
- 1794-1795, hivern rigorós, amb el gener més fred del Regne Unit i la temperatura més baixa mai registrada en Londres: -21 °C el 25 de gener. El fred va començar la Nit de Nadal i va durar fins a finals de març, amb alguns escalfaments temporals. El Severn i el Tàmesi es van congelar, i es van reprendre les gelades. L'exèrcit francès va intentar envair els Països Baixos pels seus rius gelats, mentre la flota holandesa es quedava atrapada en el seu port. L'hivern va tenir com a característica dominant els vents de llevant (procedents de Sibèria).
- 1813-1814, fred intens, última gelada del Tàmesi i última fira del gebre. (L'eliminació de l'antic pont de Londres i els canvis en les ribes del riu van fer que les gelades anessin menys probables).
- 1883-1888, temperatures més fredes a tot el món, incloent-hi una cadena ininterrompuda d'hiverns anormalment freds i brutals en el Mitjà Oest Superior, relacionats amb l'explosió del Krakatoa l'agost de 1883. Durant aquest període es van registrar nevades al Regne Unit des d'octubre fins a juliol.
- 1976-1977, un dels hiverns més freds als EUA en dècades.
- 1985, brot àrtic als EUA a conseqüència del desplaçament del vòrtex polar, amb nombrosos rècords de baixes temperatures.
- 2002-2003, hivern inusualment fred en el nord i l'est dels EUA.
- 2010-2011, fred intens i persistent en tota la meitat oriental dels EUA a partir de desembre, amb pocs o cap escalfament a mitjan hivern, i amb condicions fredes que van continuar a la primavera. La Niña i l'oscil·lació de l'Àrtic particularment negativa van ser factors determinants. Les fortes i persistents precipitacions van contribuir a una capa de neu gairebé constant en el nord-est dels EUA, que finalment es va retirar a principis de maig.
- 2011 va ser un dels anys més freds registrats a Nova Zelanda, amb nevades a nivell de la mar a Wellington al juliol per primera vegada en 35 anys i una tempesta de neu molt més intensa durant 3 dies seguits a l'agost.

## Simbolisme
A l'art acostuma a relacionar-se amb un temps més pausat, d'espera. A la teoria dels quatre humors, li correspon la flema. El fred i la neu s'associen a l'aïllament personal. L'única excepció és el període de Nadal a l'hemisferi nord.
Hi ha diverses explicacions mítiques per a l'hivern. Destaca la història de la mitologia grega associada a la deessa Persèfone, qui va ser raptada per Hades i després de la intervenció dels déus s'acordà que romandria mig any sota terra i mig any al món. Els mesos on s'està amb Hades són els del fred. Igualment, la batalla per la donzella Creiddylad simbolitza la lluita entre estacions.

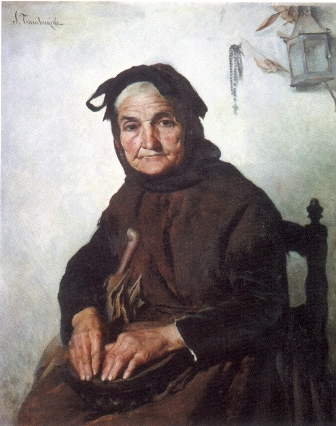
Hivern, pintura de Josep Maria Tamburini i Dalmau. Obra conservada a la Biblioteca Museu Víctor Balaguer